# Накасоне, Пол
Пол Мики Накасоне (англ. Paul Miki Nakasone, род. 19 ноября 1963, Сент-Пол, Миннесота, США) — генерал армии США, глава Кибернетического командования США, директор Агентства национальной безопасности (АНБ) и глава Центральной службы безопасности (CSS). Возглавил Вторую армию США и Кибернетическое командование Армии США в октябре 2016 года. В мае 2018 года стал главой АНБ, CSS и Кибернетического командования США.

## Ранняя жизнь и образование
Пол Накасоне родился в городе Уайт-Бэр-Лейк, штат Миннесота. Отец — Эдвин М. Накасоне, американец японского происхождения во втором поколении, полковник армии США в отставке, служивший в Службе военной разведки во время Второй мировой войны. Мать — Мэри Энн Накасоне (урожденная Костелло). Его бабушка и дедушка по отцовской линии происходили из деревни Мисато в районе Накагами, Окинава.
Накасоне вырос в Уайт-Бэр-Лейк, штат Миннесота, и учился в средней школе Уайт-Бэр. Женат. Есть четверо детей. Закончил Университет Св. Иоанна по программе подготовки офицеров армейского резерва, став офицером военной разведки. Затем учился в Университете Южной Калифорнии, Колледже разведки национальной обороны и Военном колледже Армии США. Получил степень магистра в каждом учебном заведении. Он также является выпускником Командно-штабного колледжа армии США.

## Военная карьера
Накасоне командовал ротой, батальоном и бригадой. Он также служил в зарубежных командировках в Ираке, Афганистане и Корее, а также был старшим офицером разведки батальона, дивизии и корпуса. В 2012 году служил в Объединённом комитете начальников штабов в качестве заместителя директора по межрегиональной политике. Тогда ему было присвоено звание бригадного генерала. Ранее он служил штабным офицером генерала Кита Александера.
До получения звания генерал-лейтенанта в 2016 году Накасоне был заместителем главы Кибернетического командования Армии США, а затем командующим Cyber National Mission Force Кибернетического командования. Дважды служил штабным офицером в Объединённом комитете начальников штабов и был директором разведки J2 Международных сил содействия безопасности в Афганистане. 14 октября 2016 года он возглавил Вторую армию США и Кибернетическое командование армии США. Также получил контроль над Объединённой оперативной группой кибернетического командования США ARES, оперативной группой, предназначенной для координации электронной контртеррористической деятельности против Исламского государства. Служил командующим Второй армией до её расформирования 31 марта 2017 года, и продолжал выполнять функции командующего Кибернетическим командованием армии США.
В январе 2018 года сообщалось, что Накасоне был в списке потенциальных замен уходящего директора АНБ Майкла Роджерса. В феврале 2018 года Накасоне был выдвинут на повышение до генерала.
В апреле 2018 года был единогласно утвержден Сенатом США на пост директора Агентства национальной безопасности (АНБ) и главы Кибернетического командования США. Ему также было присвоено звание генерала.
В июне 2024 года Накасоне вошел в состав совета директоров и комитет безопасности компании OpenAI.